# پایگاه هوایی مگوو
پایگاه هوایی مگوو (به انگلیسی: Megève Aerodrome) (به زبان بومی: Aérodrome de Megève) یک فرودگاه همگانی با کد یاتا MVV است که یک باند فرود سنگفرش دارد و طول باند آن ۴۳۴ متر است. این فرودگاه در کشور فرانسه قرار دارد و در ارتفاع ۱۴۳۹ متری از سطح دریا واقع شده‌است.